# 롯데아사히주류
롯데아사히주류(일본어: 株式会社ロッテアサヒ酒類, 영어: Lotte Asahi Liquor)는 일본 굴지의 맥주 제조 회사이며. 아사히 맥주의 한국 법인은 서울 서초구에 위치하였다.